# 亚伯拉罕·温特劳布与葡萄牙语维基百科的争议

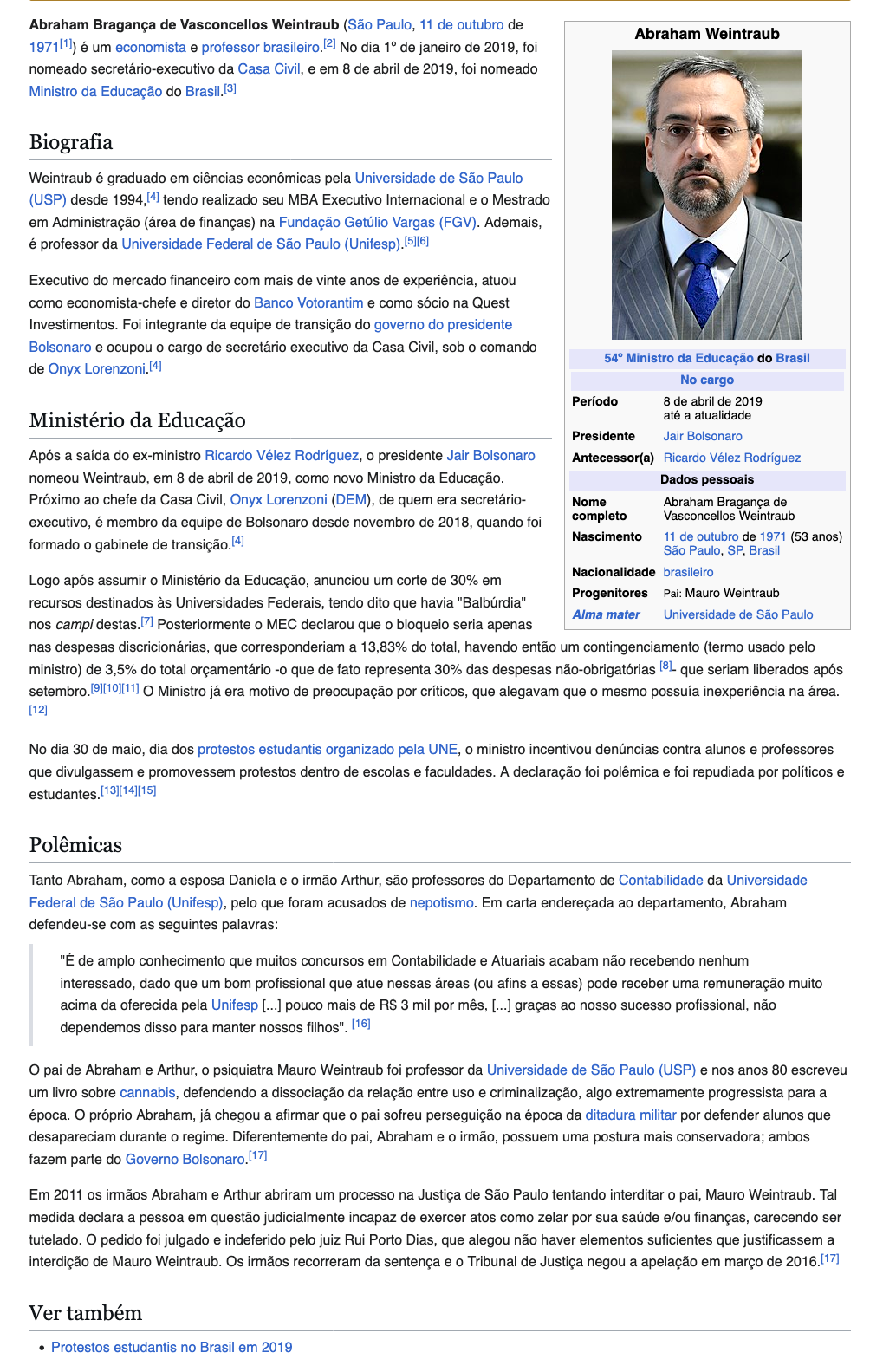
葡萄牙语维基百科上介绍亚伯拉罕·温特劳布的条目，图为2019年6月的版本

亚伯拉罕·温特劳布与葡萄牙语维基百科的争议指亚伯拉罕·温特劳布率领的巴西教育部向葡萄牙語維基百科社群发出请求，要求对温特劳布的条目进行干预的事件。温特劳布被任命为教育部长后不久，他的条目就被创建，当中记载了他职业生涯的一些负面事件。2019年6月，巴西教育部的社会联络办公室向葡萄牙语维基百科的一名管理员发出电邮，称他们无法编辑条目内容，要求管理员将条目删掉。同年8月，该办公室发出第二封邮件，要求开放编辑温特劳布的条目，否则就会采取法律行动。
事件受到媒体高度关注，也在维基百科的编辑群体间引起激烈辩论，以至于巴西联邦众议员马塞洛·弗雷克索质疑温特劳布为谋求个人利益滥用公共资源。温特劳布后来起诉维基媒体基金会，案件因缺乏证据、具体诽谤内容未列明，于2023年被撤销。

## 背景

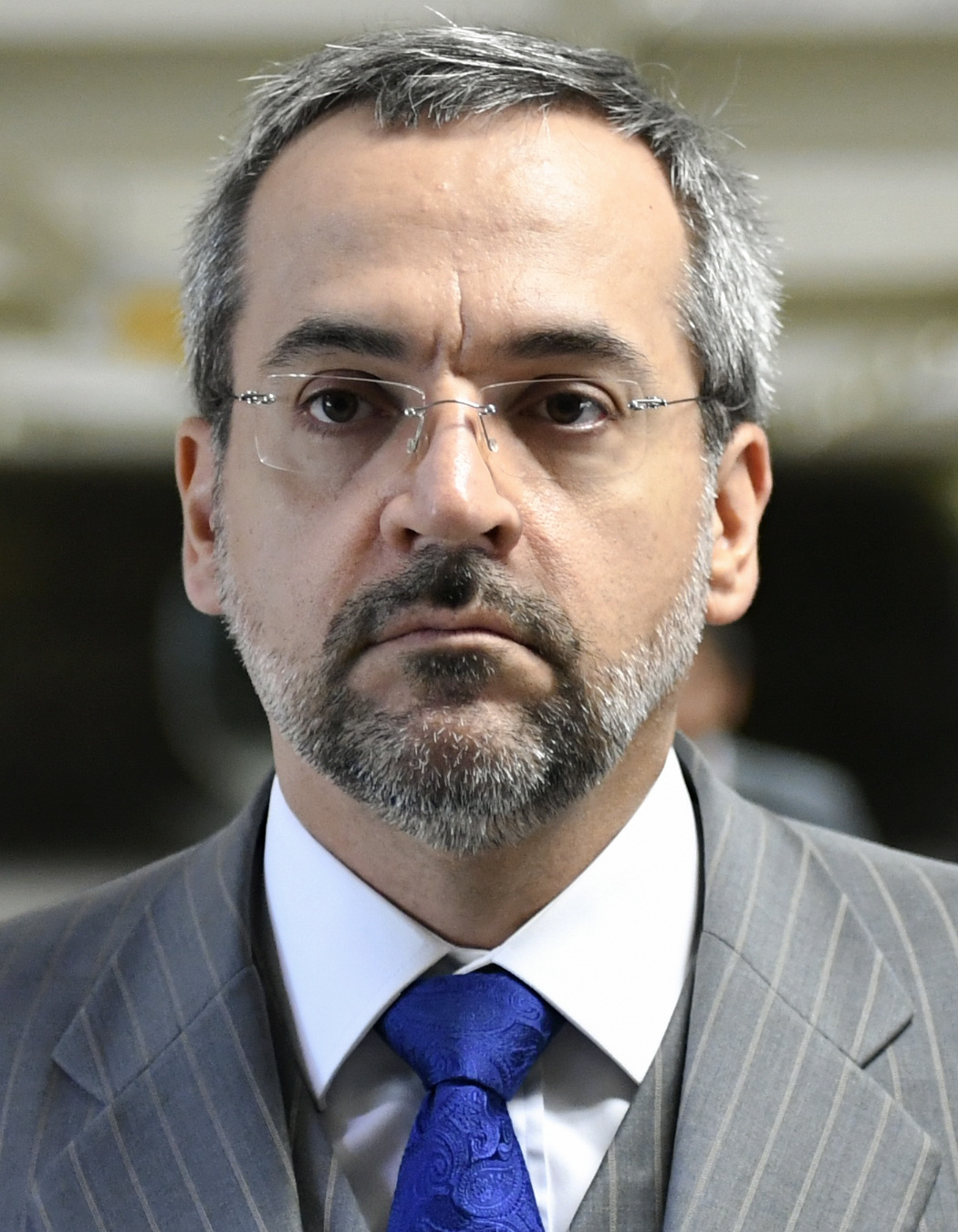
2019年的温特劳布

2019年4月8日，巴西总统雅伊爾·博索納羅在Twitter宣布亚伯拉罕·温特劳布就任教育部长，取代里卡多·贝莱斯·罗德里格斯。消息公布的三个小时后，葡萄牙語維基百科社群创建了温特劳布的条目。由于条目内容屡次被人破坏，葡萄牙语维基百科管理员Chronus对条目进行为期45天的保护，禁止注册天数少于4天、编辑次数少于10次的新用户编辑。
干预事件发生前后，温特劳布的条目列举了他牵涉的诸多争议，其中最受瞩目的是他与弟弟尝试让法庭宣布他们的父亲丧失行动能力，批准他们代为处理父亲财产未果，以及削减各高校及联邦机构的预算。其他争议包括他和家人都在圣保罗联邦大学工作，有裙帶關係嫌疑；声称多所联邦大学的校园出现“暴动”；在Twitter发布视频，声称教育部是假新闻的受害者，并配上《雨中哼唱》的背景音乐；对学生反政府抗议活动的立场；鼓励民众举报支持抗议活动的老师及学生。条目还提到温特劳布的父亲在巴西軍人獨裁統治時期被政府迫害，还写了一本支持大麻合法化的专著，这种进步立场与温特劳布在博索纳罗政府就职时的保守态度恰恰相反。按照维基百科的方针，上述内容全部有可靠来源支撑。

## 第一次交涉
2019年6月27日，巴西教育部社会联络办公室向葡萄牙语维基百科管理员Chronus发出电邮，要求删除温特劳布的条目。邮件指出，条目包括“未经证实的信息”，可能会造成“模棱两可的解释”；邮件还说他们“无法编辑”条目的内容，所以这个请求是合理的。据称该办公室早前试过编辑条目内容，但遭到回退。7月1日，Chronus在葡萄牙语维基百科的讨论区公开邮件内容，让其他编辑提供后续处理建议。Chronus明确表示不会回复教育部，电邮应交给维基媒体基金会，让基金会来沟通。编辑建议Chronus让教育部提供更清晰的请求。讨论串发出的一个小时后，一位编辑为温特劳布的条目打上“需要审阅”的标记。事件被《圣保罗州报》报道后，温特劳布条目的每日浏览量陡然上升，从6月26日不到200次浏览，升至7月4日超过2.3万次浏览。
7月1日至4日间，温特劳布的条目被编辑25次，编辑们在条目讨论页商讨如何描述温特劳布的经费削减政策。编辑们计划在不删除争议内容的前提下重构条目。事件发生后，葡萄牙语维基百科的编辑社区起草了一份集体声明，介绍维基百科的运作，同时评论教育部要求删除温特劳布条目的请求；该声明置于条目的显著位置。

## 第二次交涉

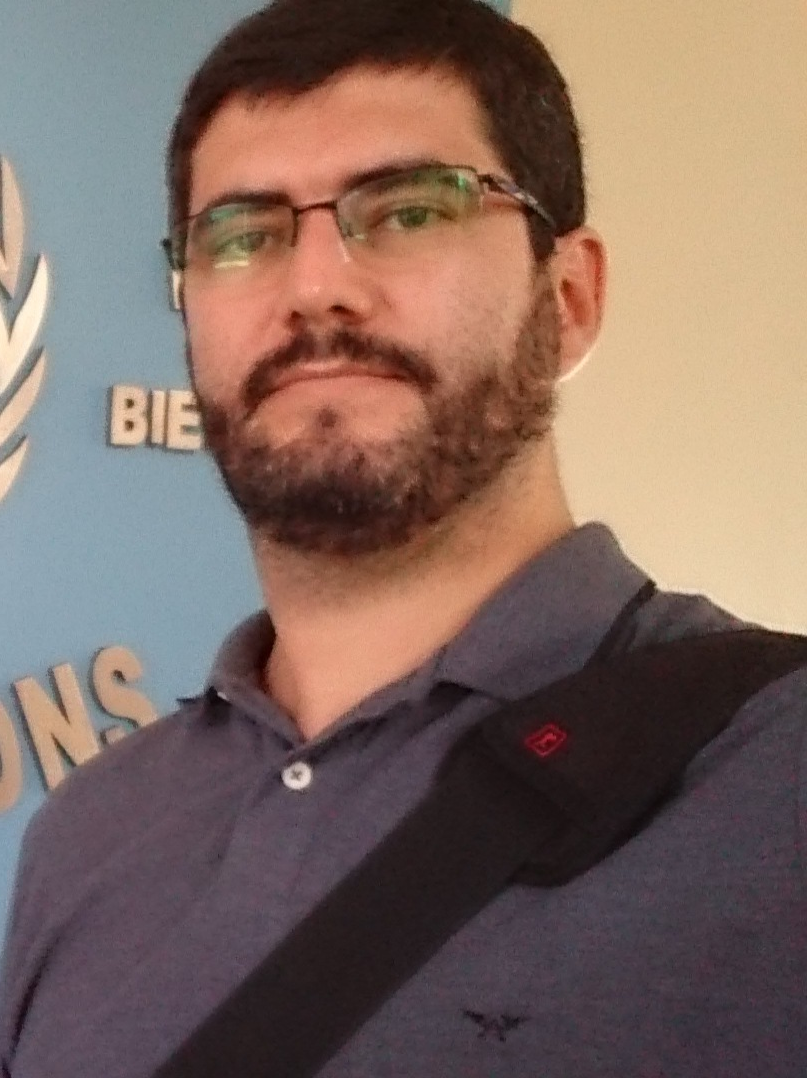
2017年的帕杜拉

8月13日，教育部向葡萄牙语维基百科管理员罗德里戈·帕杜拉发出电邮，要求解除温特劳布条目的编辑限制，让温特劳布“充分行使自辩及反驳的权利”，并专门提及温特劳布不同意条目中有关他如何削减经费的描述。教育部要求葡萄牙语维基百科在五天之内给出答复，否则“会被视为拒绝遵守请求”，届时会“采取适当法律措施”。帕杜拉此前就相关事件联系教育部，表示愿意为教育部的公关团队开设讲座及培训课程，引导他们正确认识维基百科。次日，帕杜拉回应了教育部前一天的邮件，对维基百科的方针进行解释，并再次表示愿意向教育部解释维基百科的运作机制。他还解除了条目的保护措施，此举不是应邮件作出，而是因为他个人认为条目不再需要保护。没过多久，条目再次遭到篡改，保护措施重新生效，帕杜拉认为教育部是想审查条目内容。之后，他联络维基媒体基金会；他表示基金会正密切关注事态，若事件闹上法庭，会提供法律意见。
9月4日，社会主义和自由党籍联邦众议员马塞洛·弗雷克索向亚伯拉罕·温特劳布发出正式请求，要求他解释为何要动用教育部办公室来处理维基百科上牵涉他个人利益的事情。马塞洛在众议院的演说中提到事件：“这件事情很严重，违背了共和精神，教育部长这样的职位不应该由这样肤浅、这么小肚鸡肠的人来担任。”
温特劳布回应了弗雷克索的请求，承认自己出动教育部人马删除他的条目未果。

## 法律行动
温特劳布曾以他的条目存在“完全诽谤的内容”，向法庭起诉维基媒体基金会，相关内容包括他的一名前助理为体现自己观点，在条目中编辑的内容。2023年，圣保罗法院第八民事法庭裁定案件无效，理由是温特劳布未能证明相关内容纯属捏造，也未逐一说明是哪些信息让他感到困扰。主审法官驳回案件。